# Iñigo Herrera Martínez de Campos
Iñigo Herrera Martínez de Campos (Madrid, 12 d'agost de 1950) és un empresari, polític i advocat espanyol, diputat al Congrés dels Diputats en la III, VII i VIII legislatures.
És fill del marquès de Viesca de la Sierra. Llicenciat en dret, el juliol de 1976 es va casar amb Beatriz Sainz de Vicuña Bemberg, filla del baró de Las Torres. Ha estat administrador de les empreses Al Air Liquide, Cargo Control, Abadol i Sociedad Ibérica de Cartera, entre d'altres. Ha estat tresorer del Partido Popular i president de l'Agrupació Madrilenya del Partit.
Ha estat diputat pel PP per la província de Madrid a les eleccions generals espanyoles de 1986 i per la província d'Alacant 2000 i 2004, però deixà l'escó el 2006 i fou substituït per Amparo Ferrando Sendra. Fou secretari segon de la Comissió Mixta d'afers exteriors (1986-1989). secretari segon (2000-2004) i vicepresident segon (2004-2006) de la Comissió Mixta per a la Unió Europea.

## Refearències
1. ↑  Enlace Herrera Martínez Campos - Sainz de Vicuña, ABC, 11 de juliol de 1976
2. ↑  Javier Paniagua Fuentes y J.A. Piqueras. Diccionario Biográfico de Políticos Valencianos, 1810- 2005.  València: Institut Alfons el Magnànim, 2005, p.277. ISBN 9788495484802.
3. ↑  Fitxa del Congrés dels Diputats, III Legislatura
4. ↑  Fitxa del Congrés dels Diputats, VII Legislatura
5. ↑  Fitxa del Congrés dels Diputats, VIII Legislatura